# Бухало (музичний інструмент)
Бухало — різновид великого барабана, лише менший за розміром. Найчастіше застосовується в танцювальній музиці, тому його за допомогою паска прикріплюють до пояса, і тоді виконавець може навіть танцювати з ним. Бухало має згори ще й тарілочку. Грають на бухалі за допомогою калатайки, а по тарілці б'ють металевим прутиком або маленькою тарілочкою. Це дозволяє виконавцю вибивати основний ритм у мембрану, а на тарілочці витинати усілякі ритмічні малюнки, прикрашаючи їх несподіваними акцентами.